# Everett High School
L'Everett High School est une high school américaine à Everett, dans l'État de Washington. Le bâtiment principal qui l'accueille est inscrit au Registre national des lieux historiques depuis le 4 juin 1997.